# زبان اویغوری
زبان اویغوری زبان مردم اویغور است که در ترکستان شرقی واقع در غرب جمهوری خلق چین در ناحیهٔ خودمختار سین‌کیانگ زندگی می‌کنند. اصطلاح تاریخی اویغور، که به ساکنان ترک‌زبان سین‌کیانگ و زبانشان گفته می‌شود، در دههٔ ۱۳۰۰ هـ. خ (۱۹۲۰ میلادی) در پی ملی‌گرایی نوین به وجود آمد. قبل از آن، اصطلاح «ترکی» متداول بود که نزدیکی این زبان را با ازبکی (که آن اصطلاح نیز نوظهور است و امروزه جای اصطلاح «ترکی» را در ازبکستان گرفته) بهتر بیان می‌کرد. بعد از انقراض زبان جغتایی، زبان اویغوری و زبان ازبکی در مناطقی که زبان جغتایی صحبت می‌شد، توسعه پیدا کردند. امروزه زبان اویغوری در نتیجه ریشه گرفتن از زبان جغتایی، شامل وام واژه‌های فراوانی از زبان فارسی است.

## طومارهای مکشوفه تورفان
تعداد زیادی از کتاب‌ها و نوشته‌ها به این زبان با خط اویغوری در دست است. در اواخر قرن نوزده میلادی تعداد زیادی از کتاب‌های مانوی به خط و زبان اویغوری از غاری در نزدیکی شهر تورفان کشف شد.
قضیه چنین است که در صحرای گوبی در آسیای مرکزی چندین شهر تمام در نتیجه توفان زیر شن رفته و مردم آن شهرها سرزمین خود را رها کرده و از آن جا رفتند و خانه‌های ایشان هم چنان در زیر شن ماند. از اواخر قرن نوزدهم میلادی برخی از مسافران متوجه شدند که کاغذ پاره‌هایی گاهی از زیر شن‌ها بیرون می‌آید و بومیان برخی از آن‌ها را به جای شیشه در و پنجره به کار می‌برند و خطوطی بر آن هست. انجمن جغرافیایی سن پترزبورگ از سال ۱۸۹۳ تا ۱۸۹۵ در آن جا حفریات علمی کرد و سه سال دکتر کلمنتز فرستاده فرهنگستان علوم روسیه دنباله کار را گرفت و سپس چند تن دیگر از دانشمندان روسی در آن جا کار کردند. جایی که در آن حفریات کردند در شمال تورفان یعنی در جایگاه شهری است که پیش تر به آن کوشان می‌گفتند و مردم محلی به آن خوچو و مردم چین به آن کائو چانگ می‌گفتند.
پس از چندی دولت آلمان دسته‌ای از دانشمندان خود را سه بار پی در پی به آن جا فرستاد. در ۱۹۰۲ هیئتی به ریاست گرونودل با اعانه فرهنگستان علوم مونیخ، در سال ۱۹۰۴ هیئت دیگری به ریاست فن لو کوک به سرپرستی فرهنگستان برلین و در ۱۹۰۵ هیئت سومی به ریاست گرونودل و عضویت فن لو کوک به آن جا رفتند. سرانجام هیئت دیگری از فرانسه به ریاست پول پلیو مأمور این کار شد و نتایج مهم‌تری به دست آمد. از آن جمله در غاری در دون‌هوانگ (تون هوانگ) یک جایگاه پنهانی کشف کردند و طومارهای خطی بسیار گران بها در آن جا یافتند که اکنون در کتاب‌خانه پاریس است.
در میان اسنادی که به دست آمده تعدادی متون مانوی است که کارل زالمان دانشمند مشهور روسی و مولر دانشمند آلمانی متون زبان فارسی آن و رادلف دانشمند روسی و فن لو کوک دانشمند آلمانی متون ترکی آن‌ها را با رنج فراوان خوانده‌اند. در میان متن‌های ترکی کتابی است دربارهٔ اعتراف به گناه در دین مانی که باستان‌شناس معروف مجار اورل استاین که بیش تر در هندوستان می‌زیسته به دست آورده‌است. در میان طومارهایی که در دون‌هوانگ به دست آورده‌اند و مسافران اروپایی نتوانسته‌اند با خود ببرند و دولت چین آن‌ها را به پکن برده و در کتاب‌خانه مخصوصی که در آن جا ترتیب داده گذارده‌است. طومار بزرگی است که به‌طور نسبی کامل است و چیزی از آن از میان نرفته‌است. شاوان و پلیو دانشمندان فرانسوی پی برده‌اند که این طومار یکی از کتاب‌های مانوی است و تفسیر آن‌ها در مجله آسیایی پاریس منتشر کرده‌اند. اسناد دیگری به زبان‌های پارسی باستان و سغدی و چینی است.

## خط

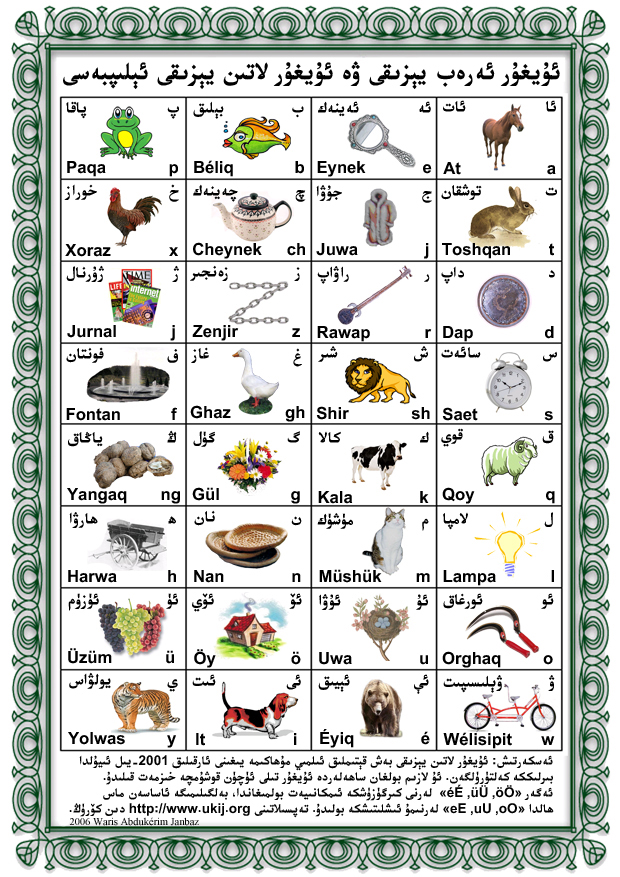
الفباهای معاصر ترکی ایغوری (لاتین و عربی) با مثال‌ها

در زمان چنگیزخان چون مغول‌ها هنوز کتابت به زبان خود نداشتند، خط اویغوری اولین خط رسمی حکومتهای مغول شد. بعد از مسلمان شدن اویغورها، خط عربی جایگزین خط اویغوری گردید. شیوه بهبودیافته خط عربی-پارسی امروزه به عنوان الفبای رسمی این زبان در منطقه خودمختار سین کیانگ اویغور شناخته شده‌است و به شکل گسترده چه توسط مردم و چه توسط دولت منتسب از مرکز محلی استفاده می‌شود.

## واج‌شناسی

### واکه‌ها
الفبای اویغوری دارای ۸ واکه است. به مانند سایر زبان‌های ترکی، واکه‌های اویغوری به پسین و پیشین تقسیم می‌شوند. کلمات در اویغوری باید از قانون هماهنگی واکه‌ای تبعیت کنند، به این معنی که واکه‌های یک کلمه، همگی یا واکه پسین ویا همگی واکه پیشین می باشند. 
با این وجود، به دلیل تاثیر بسیار زیاد زبان فارسی، و اینکه خیلی از وام‌واژگان (چه فارسی و چه عربی) به تلفظی نزدیک به تلفظ اصلی فارسی آن‌ها تلفظ می‌شوند، به مانند زبان ازبکی، قانون هماهنگی واکه‌ای به سرسختی زبانهایی مثل قرقیزی، ترکی آذربایجانی، و ترکمنی نمی‌باشد.
در نوشتار اویغوری، تفاوتی بین صدای «ى» پسین و صدای «ى» پیشین وجود ندارد. ولی در زبان محاوره‌ای، گویشوران اویغوری، خود بطور ناخودآگاه بین این دو حرف تفاوت قائل می‌شوند. (در نوشتارهای ترکمنی و آذربایجانی در ایران بعضا «ى» پسین را با حرف «یٛ» نشان می‌دهند.)
|                                |             | لبی     | لبی     | غیر لبی | غیر لبی |                               | غیر لبی |
|                                |             | تنگ     | باز     | تنگ     | باز     |                               | تنگ     |
| ------------------------------ | ----------- | ------- | ------- | ------- | ------- | ----------------------------- | ------- |
| پسین تىل ئارقا سوزۇق تاۋۇشلار  | عربی        | ئۇ / ۇ  | ئو / و  | ئى / ى  | ئا / ا  | مرکزی تىل ئارا سوزۇق تاۋۇشلار | ئې / ې  |
| پسین تىل ئارقا سوزۇق تاۋۇشلار  | معادل لاتین | U u     | O o     | Y y     | A a     | مرکزی تىل ئارا سوزۇق تاۋۇشلار | ئې / ې  |
| پسین تىل ئارقا سوزۇق تاۋۇشلار  | آوانگاری    | [u]     | [o]     | ([ɯ])   | [ɑ]~[a] | مرکزی تىل ئارا سوزۇق تاۋۇشلار | Ë ë     |
| پیشین تىل ئالدى سوزۇق تاۋۇشلار | عربی        | ئۈ / ۈ  | ئۆ / ۆ  | ئى / ى  | ئە / ە  | مرکزی تىل ئارا سوزۇق تاۋۇشلار | Ë ë     |
| پیشین تىل ئالدى سوزۇق تاۋۇشلار | معادل لاتین | Ü ü     | Ö ö     | I i     | E e     | مرکزی تىل ئارا سوزۇق تاۋۇشلار | [e]     |
| پیشین تىل ئالدى سوزۇق تاۋۇشلار | آوانگاری    | [ʉ]~[y] | [ɵ]~[ø] | [ɪ]     | [æ]~[ɛ] | مرکزی تىل ئارا سوزۇق تاۋۇشلار | [e]     |

## صرف و دستور زبان

### صرف حالتهای اسم
در زبان اویغوری ، سه نوع پسوند وجود دارد، پسوندهای صرفی، پسوندهای ساختاری (که برای ساخت واژگان جدید از واژگان دیگر به کار می‌روند)، و پسوندهایی مانند ضمیرها و پسوند «آیایی» بخشی از جمله را تشکیل می‌دهند. 
در دستور زبان اویغوری، یازده حالت صرفی برای اسم‌ها تعرف شده است. این حالات شامل اسمی، مفعولی، مالکیت، متممی، مکانی، افتراقی، مکانی-کیفیتی، محدودیتی، تشابهی، معادلی، و وابستگی. حالت اسمی همان حالت مستقل و بدون پسوند واژه است. در هر یک از سایر حالات، پسوند صرفی به واژه الصاق می‌شود. این پسوندها به تبعیت از قانون هماهنگی مصوت‌ها و همینطور هم‌خوانی صامت‌ها می‌توانند تغییر تلفظ و نوشتار داده شوند. البته، مانند ازبکی، قانون هماهنگی مصوت‌ها سرسختانه و همه‌شمول نمی‌باشد، و این امر را در پسوندها می‌توان مشاهده نمود.
| حالت                             | پسوند   | حالات ممکن                 | كۈن «روز» | ھاۋا «هوا» | چېلەك «سطل» | كىتاب «کتاب» | ئۆيدىكى «(از/در) خانه» (حالت مکانی-کیفیتی) | ئۆينىڭكى «(از/وابسته به) خانه» (حالت وابستگی) |
| -------------------------------- | ------- | -------------------------- | --------- | ---------- | ----------- | ------------ | ------------------------------------------ | --------------------------------------------- |
| اسمی (باش كېلىش)                 | —       | —                          | كۈن       | ھاۋا (۱)   | چېلەك       | كىتاب        | ‌ ئۆيدىكى                                   | ئۆينىڭكى                                      |
| مفعولی (چۈشۈم كېلىش)             | -ni     | -نى                        | كۈننى     | ھاۋىنى     | چېلەكنى     | كىتابنى      | ئۆيدىكىنى                                  | ئۆينىڭكىنى                                    |
| مالکیت (ئىگىلىك كېلىش)           | -niŋ    | -نىڭ                       | كۈننىڭ    | ھاۋىنىڭ    | چېلەكنىڭ    | كىتابنىڭ     | ‌ ئۆيدىكىنىڭ                                | ئۆينىڭكىنىڭ                                   |
| متممی (يۆنىلىش كېلىش)            | -GA     | -گە، -غا، -كە، -قا         | كۈنگە     | ھاۋىغا     | چېلەككە     | كىتابقا      | ‌ ئۆيدىكىگە                                 | ئۆينىڭكىگە                                    |
| مکانی (ئورۇن كېلىش)              | -DA     | -دە، -دا، -تە، -تا         | كۈندە     | ھاۋىدا     | چېلەكتە     | كىتابتا      | ‌ ئۆيدىكىدە                                 | ئۆينىڭكىدە                                    |
| افتراقی (چىقىش كېلىش)            | -Din    | -دىن، -تىن                 | كۈندىن    | ھاۋىدىن    | چېلەكتىن    | كىتابتىن     | ‌ ئۆيدىكىدىن                                | ئۆينىڭكىدىن                                   |
| مکانی-کیفیتی (ئورۇن-بەلگە كېلىش) | -Diki   | -دىكى، -تىكى               | كۈندىكى   | ھاۋىدىكى   | چېلەكتىكى   | كىتابتىكى    | ‌ —                                         | ئۆينىڭكىدىكى                                  |
| محدودیتی (چەك كېلىش)             | -Giche  | -گىچە، -غىچە، -كىچە، -قىچە | كۈنگىچە   | ھاۋىغىچە   | چېلەككىچە   | كىتابقىچە    | ‌ ئۆيدىكىگىچە                               | ئۆينىڭكىگىچە                                  |
| تشابهی (ئوخشاتما كېلىش)          | -Dek    | -دەك، -تەك                 | كۈندەك    | ھاۋىدەك    | چېلەكتەك    | كىتابتەك     | ‌ ئۆيدىكىدەك                                | ئۆينىڭكىدەك                                   |
| معادلی (تەڭلەشتۈرمە كېلىش)       | -chilik | -چىلىك                     | كۈنچىلىك  | ھاۋچىلىك   | چېلەكچىلىك  | كىتابچىلىك   | ‌ ئۆيدىكىچىلىك                              | ئۆينىڭكىچىلىك                                 |
| معادلی (تەڭلەشتۈرمە كېلىش)       | -che    | -چە                        | كۈنچە     | ھاۋىچە     | چېلەكچە     | كىتابچە      | ‌ ئۆيدىكىچە                                 | ئۆينىڭكىچە                                    |
| وابستگی (ۋەكىللىك كېلىش)         | -niŋki  | -نىڭكى                     | كۈننىڭكى  | ھاۋىنىڭكى  | چېلەكنىڭكى  | كىتابنىڭكى   | ‌ ئۆيدىكىنىڭكى                              | —                                             |

نکات:
1. کلمات مختومه به «ـا» و یا «ـە»، در صورتی که چندهجایی باشند و تکیهٔ تلفظ روی هجای آخر نباشد، در زمانی که پسوند صرفی به آن الصاق می‌‌شود، این حرف به «ـى» تغییر پیدا می‌کند.
  - بطور مثال، تحول «ھاۋا» (به معنی 'هوا') به «ھاۋىنىڭ» در حالت مالکیتی، و یا «ئاغىنە» (به معنی 'دوست') به «ئاغىنىلەر» در حالت جمع.
  - این تحول در واژگان تک‌هجایی نمی‌افتد. به طور مثال، واژه «بال» (به معنی 'عسل')، در صورت صرف به حالت مالکیتی به صورت «بالنىڭ» نوشته می‌شود.
  - این تحول شامل واژگان خاصی که تکیهٔ تلفظ روی هجای آخر باشد نمی‌شود. بطور مثال،‌ واژه «قەلئە» (به معنی 'قلعه') در حالت جمع به صورت «قەلئەلەر» نوشته می‌شود.

جا دارد اشاره شود که بر اساس جدول فوق الذکر، اسامی که به آنها پسوند جمع «-ـلەر» یا «-ـلار» یا مالکیتی شخصی، یا هر دو الصاق شده است، نیز در تک-تک این حالات صرف می‌شوند.
حالت اسمی، حالت ساده و پیش‌فرض واژگان می‌باشد. این حالت در نقش دستوری فاعلی و همین‌طور گزاره‌ای کاربرد دارد.
حالت مفعولی به همراه افعال گذرا (متعدی) و در جایگاه دستوری مفعولی کاربرد دارد.
بۇ ئاتنى مەن مىنىمەن.
این اسب را من سوار خواهم بود.
حالت مالکیتی برای نشان دادن این است که اسم صرف شده، صاحب و مالکِ چیزی که در جمله موضوعیت دارد می‌باشد.
بۇ لۇغەت ئەھمەدنىڭ.
این فرهنگ لغت مالِ احمد است.
مېنىڭ لۇغەتىم ياخشى ئەمەس، قاسىمنىڭ ياخشى.
فرهنگ لغت من خوب نیست، مالِ احمد خوب است.
با اضافه کردن پسوند «-ـكى»، می‌توان اسمی که در حالت مالکیتی هست را تبدیل به یک اسمی با معنای مستقل و تفهیم شده در جمله کرد. توجه به مثال زیر کنید، که علاوه بر پسوند مالکیتی و پسوند «-ـكى»، پسوند مفعولی نیز به کار رفته است.
مېنىڭ ماقالەمنى باسمىدى، رۇستەمنىڭكىنى باستى.
مقالهٔ من را چاپ نکرد، مالِ رستم را چاپ کرد.
متمم یا «مفعول غیر مستقیم»، واژه‌ایست که برای تمام کردن معنی فعل و اضافه کردن به مفهوم و معنی آن اضافه می‌شوند. بعضی افعال اجبارا نیاز به استفاده از متمم دارند، وگرنه معنای آنها ناقص می ماند. متمم‌ها می توانند هم همراه افعال لازم (ناگذر) و هم متعدی (گذرا) بیایند. در اویغوری، پسوندی برای صرف اسامیی که در این حالت قرار می گیرند وجود دارد. از کاربردهای دیگر این صرف، نشان دادن موارد زیر می باشد:
- مفعول اعمالی که با افعال لازم (ناگذر) بیان می شوند.
- فاعل افعال در جملاتی که فعل متعدی (گذرا) در وجه سببی ادا می‌شوند (مثلا: ساندویچ به دست بچه‌ها خورده شد.)
- هدف و حاجت یک عمل معین.
- ابزار یا هزینه یک عمل معین.

بىز بېيجىڭغا كەلدۇق.
ما به پکن آمدیم.
حالت مکانی برای صرف و تشکیل متمم‌هایی که به طور خاص نشان‌دهندهٔ مکان یا زمانی که در آن، عمل انجام می‌شود. کاربردهای این حالت، موارد زیر است:
- مکانی که در آن عملی انجام می‌شود.
- زمانی که در آن عملی انجام می‌شود، یا مدت زمانی که در طول آن، عملی انجام می‌‌شود.
- شرایط، آب و هوا، حالت محیطی که در آن عملی انجام می شود.
- ابزاری که به وسیلهٔ آن عملی انجام می‌شود.

ئۇلار ئايىروپىلاندا كەلدى.
‌آن‌ها با هواپیما آمدند.
بۈگۈن مەكتەپتە كىنو يوق.
امروز در مدرسه فیلم نیست.
سېنىڭ لۇغەتىڭ ئەھمەددە.
فرهنگ لغت تو نزد احمد است.
حالت ازسویی یا افتراقی برای ساختن حالات قیدی به کار می‌روند، و معنای «از» را به وسیلهٔ صرف اسم ادا می کنند. 
ئۇلارنىڭ ئۆيى شەھەردىن يىراق.
خانهٔ آن‌ها از شهر دور است.
حالت مکانی-کیفیتی نقش توصیف‌کننده دستوری را دارد که موقعیت زمانی یا مکانی واژه‌ای را بازتاب می‌دهد. تفاوت این حالت با حالت مکانی این است که این حالت شرایط خاص و منحصر به فردی را توصیف نمی‌کند. بلکه بازتاب‌دهندهٔ وضعیتی کلی و جهان-شمول می‌باشد.
رۇستەمدىكى كىتاب.
کتابی که رستم دارد.
این جملهٔ فوق الذکر بازتاب‌دهندهٔ این است که رستم این کتاب را دارد، فارغ از این‌که وی مالک آن باشد یا نباشد.
بۇ دوسكا بىزنىڭ سىنىپتىكىدىن بىر ھەسسە چوڭ.
این تخته‌سیاه با آن که در کلاس (صنف) شماست به یک اندازه می‌باشد.
حالت محدودیتی، اسم را مبدل به قیدی می کند بازتاب‌دهندهٔ مقصد یا حد پایانی عملی می باشد که توسط فعل توصیف شده است.
مەن بۇ قېتىم خوتەنگىچە بارىمەن.
من این دفعه تا (رسیدن به) ختن خواهم رفت.
حالت تشابهی اسم را به قیدی مبدل می کند که عمل توصیف شده توسط فعل را با آن اسم متشابه می‌کند.
ھاۋا ئوتتەك قىزىپ كەتتى.
هوا به اندازهٔ آتش گرم شد.
حالت معادلی اسم را به قیدی مبدل می کند که عمل توصیف شده توسط فعل را از نظر مقدار با آن مقایسه و معادل‌شده می‌کند.
ئۇمۇ رۇستەمچىلىك ئوقۇغان.
او هم قد رستم درس خواند.

### ضمیرها
ضمیرهای شخصی در اویغوری یا تنها و مستقل هستند، که به مانند اسم‌ها حالات مختلف به خود می‌گیرند و صرف می‌شوند، یا پسوند هستند.
|                                  | من       | تو (عامیانه) | شما (مفرد محترمانه) ‍‍ | شما (مفرد ارج‌نهادانه) | او         | ما       | شماها (جمع بی‌ادبانه) | شماها (جمع عامیانه) | شمایان (جمع محترمانه) | آن‌ها       |
| -------------------------------- | -------- | ------------ | -------------------- | --------------------- | ---------- | -------- | -------------------- | ------------------- | --------------------- | ---------- |
| اسمی (باش كېلىش)                 | مەن      | سەن          | سىز                  | ‌ سىلى                 | ئۇ         | بىز      | سەنلەر               | سىلەر               | ‌ سىزلەر               | ئۇلار      |
| مفعولی (چۈشۈم كېلىش)             | مېنى     | سېنى         | سىزنى                | سىلىنى                | ئۇنى       | بىزنى    | سەنلەرنى             | سىلەرنى             | سىزلەرنى              | ئۇلارنى    |
| مالکیت (ئىگىلىك كېلىش)           | مېنىڭ    | سېنىڭ        | سىزنىڭ               | سىلىنىڭ               | ئۇنىڭ      | بىزنىڭ   | سەنلەرنىڭ            | سىلەرنىڭ            | سىزلەرنىڭ             | ئۇلارنىڭ   |
| متممی (يۆنىلىش كېلىش)            | ماڭا     | ساڭا         | سىزگە                | سىلىگە                | ئۇنىڭغا    | بىزگە    | سەنلەرگە             | سىلەرگە             | سىزلەرگە              | ئۇلارغا    |
| مکانی (ئورۇن كېلىش)              | مەندە    | سەندە        | سىزدە                | ‌ سىلىدە               | ئۇنىڭدا    | بىزدە    | سەنلەردە             | سىلەردە             | ‌ سىزلەردە             | ئۇلاردا    |
| افتراقی (چىقىش كېلىش)            | مەندىن   | سەندىن       | سىزدىن               | ‌ سىلىدىن              | ئۇنىڭدىن   | بىزدىن   | سەنلەردىن            | سىلەردىن            | ‌ سىزلەردىن            | ئۇلاردىن   |
| مکانی-کیفیتی (ئورۇن-بەلگە كېلىش) | مەندىكى  | سەندىكى      | سىزدىكى              | ‌ سىلىدىكى             | ئۇنىڭدىكى  | بىزدىكى  | سەنلەردىكى           | سىلەردىكى           | ‌ سىزلەردىكى           | ئۇلاردىكى  |
| محدودیتی (چەك كېلىش)             | مەنگىچە  | سەنگىچە      | سىزگىچە              | ‌ سىلىگىچە             | ئۇنىڭگىچە  | بىزگىچە  | سەنلەرگىچە           | سىلەرگىچە           | ‌ سىزلەرگىچە           | ئۇلارگىچە  |
| تشابهی (ئوخشاتما كېلىش)          | مەندەك   | سەندەك       | سىزدەك               | ‌ سىلىدەك              | ئۇنىڭداك   | بىزدەك   | سەنلەردەك            | سىلەردەك            | ‌ سىزلەردەك            | ئۇلاردەك   |
| معادلی (تەڭلەشتۈرمە كېلىش)       | مەنچىلىك | سەنچىلىك     | سىزچىلىك             | ‌ سىلىچىلىك            | ئۇنىڭچىلىك | بىزچىلىك | سەنلەرچىلىك          | سىلەرچىلىك          | ‌ سىزلەرچىلىك          | ئۇلارچىلىك |
| وابستگی (ۋەكىللىك كېلىش)         | مېنىڭكى  | سېنىڭكى      | سىزنىڭكى             | سىلىنىڭكى             | ئۇنىڭكى    | بىزنىڭكى | سەنلەرنىڭكى          | سىلەرنىڭكى          | سىزلەرنىڭكى           | ئۇلارنىڭكى |

|                               | ضمیر   | پسوند مالکیتی                                | پسوند فعل ماضی                                                  | پسوند فعل مضارع | ضمیر خودی |
| ----------------------------- | ------ | -------------------------------------------- | --------------------------------------------------------------- | --------------- | --------- |
| من (اول شخص مفرد)             | مەن    | -ـم / -ـىم / -ـۇم / -ـۈم                     | -ـدىم / -ـتىم / -ـدۇم / -ـتۇم / -ـدۈم / -ـتۈم                   | -ـمەن           | ئۆزۈم     |
| تو (دوم شخص مفرد عامیانه)     | سەن    | -ـڭ / -ـىڭ / -ـۇڭ / -ـۈڭ                     | -ـدىڭ / -ـتىڭ / -ـدۇڭ / -ـتۇڭ / -ـدۈڭ / -ـتۈڭ                   | -ـسەن           | ئۆزۈڭ     |
| شما (دوم شخص مفرد محترمانه) ‍‍  | سىز    | -ـڭىز / -ـىڭىز                               | -ـدىڭىز / -ـتىڭىز                                               | -ـسىز           | ئۆزىڭىز   |
| شما (دوم شخص مفرد ارج‌نهادانه) | سىلى   | -ـلىرى                                       | -ـدىلا / -ـتىلا                                                 | -ـلا            | ئۆزلىرى   |
| او (سوم شخص مفرد)             | ئۇ     | -ـى / -ـسى                                   | -ـدی / -ـتى                                                     | -ـدۇ            | ئۆزى      |
| ما (اول شخص جمع)              | بىز    | -ـمىز / -ـىمىز                               | -ـدۇق / -ـتۇق                                                   | -ـمىز           | ئۆزىمىز   |
| شماها (دوم شخص جمع عامیانه)   | سىلەر  | -ـڭلار / -ـىڭلار / -ـۇڭلار / -ـۈڭلار         | -ـدىڭلار / -ـتىڭلار / -ـدۇڭلار / -ـتۇڭلار / -ـدۈڭلار / -ـتۈڭلار | -ـسىلەر         | ئۆزۈڭلار  |
| شمایان (دوم شخص جمع محترمانه) | سىزلەر | -ـڭىزلار / --ـڭىزلەر / -ـىڭىزلار / -ـىڭىزلەر | -ـدىڭىز / -ـتىڭىز                                               | -ـسىز           | ئۆزلىرى   |
| آن‌ها (سوم شخص جمع)            | ئۇلار  | -ـى / -ـسى                                   | -ـدی / -ـتى                                                     | -ـدۇ            | ئۆزلىرى   |

|         | این      | آن       | ‌ آن (چیزِ دورتر) | این (خاص)  | آن (خاص)   | ‌ آن (چیزِ دورتر) (خاص) | این ‌(از پیش معین) | آن ‌(از پیش معین) | این (دقیق‌تر) | آن (دقیق‌تر) | این‌ها    |
| ------- | -------- | -------- | --------------- | ---------- | ---------- | --------------------- | ----------------- | ---------------- | ------------ | ----------- | -------- |
| اسمی    | بۇ       | ئۇ       | شۇ              | ماۋۇ       | ئاۋۇ       | ئەشۇ                  | مۇشۇ              | ئاشۇ             | مەشە         | ئەشە        | بۇلار    |
| مفعولی  | بۇنى     | ئۇنى     | شۇنى            | ماۋۇنى     | ئاۋۇنى     | ئەشۇنى                | مۇشۇنى            | ئاشۇنى           | مەشەنى       | ئەشەنى      | بۇلارنى  |
| مالکیت  | بۇنىڭ    | ئۇنىڭ    | شۇنىڭ           | ماۋۇنىڭ    | ئاۋۇنىڭ    | ئەشۇنىڭ               | مۇشۇنىڭ           | ئاشۇنىڭ          | مەشەنىڭ      | ئەشەنىڭ     | بۇلارنىڭ |
| متممی   | بۇنىڭغا  | ئۇنىڭغا  | شۇنىڭغا         | ماۋۇنىڭغا  | ئاۋۇنىڭغا  | ئەشۇنىڭغا             | مۇشۇنىڭغا         | ئاشۇنىڭغا        | مەشەنىڭغا    | ئەشەنىڭغا   | بۇلارغا  |
| مکانی   | بۇنىڭدا  | ئۇنىڭدا  | شۇنىڭدا         | ماۋۇنىڭدا  | ئاۋۇنىڭدا  | ئەشۇنىڭدا             | مۇشۇنىڭدا         | ئاشۇنىڭدا        | مەشەنىڭدا    | ئەشەنىڭدا   | بۇلاردا  |
| افتراقی | بۇنىڭدىن | ئۇنىڭدىن | شۇنىڭدىن        | ماۋۇنىڭدىن | ئاۋۇنىڭدىن | ئەشۇنىڭدىن            | مۇشۇنىڭدىن        | ئاشۇنىڭدىن       | مەشەنىڭدىن   | ئەشەنىڭدىن  | بۇلاردىن |

### فعل‌ها
صرف فعل‌ها در زبان اویغوری، مانند سایر زبان‌های ترکی با اضافه کردن پسوندهای مختلف به ریشهٔ فعل تشکیل می‌شود. تلفظ و نوشتار بعضی از این پسوندها به تبعیت از قانون هماهنگی مصوت‌ها و قانون هم‌خوانی صامت‌ها می‌توانند متفاوت باشند.
در زبان اویغوری، چندین نوع مصدر با کاربری‌های مختلف، با الصال پسوند‌های مختلف وجود دارد.
|           |        | ئاچماق ‌(باز کردن) | دېمەك (گفتن) | يۇتماق (قورت دادن) | ئۆلمەك (مُردن) |
| --------- | ------ | ----------------- | ------------ | ------------------ | ------------- |
| مصدر پایه | -mAK   | ئاچماق            | دېمەك        | يۇتماق             | ئۆلمەك        |
| مصدر اسمی | -(I)sh | ئېچىش             | دېيىش        | يۇتۇش              | ئۆلۈش         |
| مصدر نقلی | -GAn   | ئاچقان            | دېگەن        | يۇتقان             | ئۆلگەن        |
| مصدر قیدی | -(i)p  | ئېچچىپ            | دەپ          | يۇتۇپ              | ئۆلۈپ         |

در این جدول، بن فعل به رنگ سیاه، ضمائر شخصی مضارع به رنگ قرمز، ضمائر شخصی ماضی به رنگ آبی، و پسوندهای مربوطهٔ هر زمان به رنگ بنفش نشان داده شده‌اند.
|              | ئاچماق (باز کردن)         | ئاچماق (باز کردن)              | ئاچماق (باز کردن)                     | ئاچماق (باز کردن)                     | سۆيمەك (دوست داشتن)       | سۆيمەك (دوست داشتن)                        | سۆيمەك (دوست داشتن)                   | سۆيمەك (دوست داشتن)                   |
|              | ماضی مطلق                 | ماضی مطلق                      | ماضی نقلی                             | ماضی نقلی                             | ماضی مطلق                 | ماضی مطلق                                  | ماضی نقلی                             | ماضی نقلی                             |
| ------------ | ------------------------- | ------------------------------ | ------------------------------------- | ------------------------------------- | ------------------------- | ------------------------------------------ | ------------------------------------- | ------------------------------------- |
| مەن          | ئاچتىم                    | باز کردم                       | ئاچقانمەن                             | باز کرده‌ام                            | سۆيدىم                    | دوست داشتم                                 | سۆيگەنمەن                             | دوست داشته‌ام                          |
| سەن          | ئاچتىڭ                    | باز کردی                       | ئاچقانسەن                             | باز کرده‌ای                            | سۆيدىڭ                    | دوست داشتی                                 | سۆيگەنسەن                             | دوست داشته‌ای                          |
| سىز / سىزلەر | ئاچتىڭىز                  | باز کردید                      | ئاچقانسىز                             | باز کرده‌اید                           | سۆيدىڭىز                  | دوست داشتید                                | سۆيگەنسىز                             | دوست داشته‌اید                         |
| سىلى         | ئاچتىلا                   | باز کردید                      | ئاچقانلا                              | باز کرده‌اید                           | سۆيدىلا                   | دوست داشتید                                | سۆيگەنلا                              | دوست داشته‌اید                         |
| ئۇ / ئۇلار   | ئاچتى                     | باز کرد/کردند                  | ئاچقاندۇ                              | باز کرده‌است/کرده‌اند                   | سۆيدى                     | دوست داشت/داشتند                           | سۆيگەندۇ                              | دوست داشته‌است/داشته‌اند                |
| بىز          | ئاچتۇق                    | باز کردیم                      | ئاچقانمىز                             | باز کرده‌ایم                           | سۆيدۇق                    | دوست داشتیم                                | سۆيگەنمىز                             | دوست داشته‌ایم                         |
| سەنلەر       | ئاچتىڭلار                 | باز کردید                      | ئاچقانسىلەر                           | باز کرده‌اید                           | سۆيدىڭلار                 | دوست داشتید                                | سۆيگەنسىلەر                           | دوست داشته‌اید                         |
|              | ماضی ناقص                 | ماضی ناقص                      | ماضی بعید                             | ماضی بعید                             | ماضی ناقص                 | ماضی ناقص                                  | ماضی بعید                             | ماضی بعید                             |
| مەن          | ئاچاتتىم                  | باز می‌کردم                     | ئاچقانىدىم                            | باز کرده بودم                         | سۆيەتتىم                  | دوست می‌داشتم                               | سۆيگەنىدىم                            | دوست داشته بودم                       |
| سەن          | ئاچاتتىڭ                  | باز می‌کردی                     | ئاچقانىدىڭ                            | باز کرده بودی                         | سۆيەتتىڭ                  | دوست می‌داشتی                               | سۆيگەنىدىڭ                            | دوست داشته بودی                       |
| سىز / سىزلەر | ئاچاتتىڭىز                | باز می‌کردید                    | ئاچقانىدىڭىز                          | باز کرده بودید                        | سۆيەتتىڭىز                | دوست می‌داشتید                              | سۆيگەنىدىڭىز                          | دوست داشته بودید                      |
| سىلى         | ئاچاتتىلا                 | باز می‌کردید                    | ئاچقانىدىلا                           | باز کرده بودید                        | سۆيەتتىلا                 | دوست می‌داشتید                              | سۆيگەنىدىلا                           | دوست داشته بودید                      |
| ئۇ / ئۇلار   | ئاچاتتى                   | باز می‌کرد/می‌کردند              | ئاچقانىدى                             | باز کرده بود/بودند                    | سۆيەتتى                   | دوست می‌داشت/می‌داشتند                       | سۆيگەنىدى                             | دوست داشته بود/بودند                  |
| بىز          | ئاچاتتۇق                  | باز می‌کردیم                    | ئاچقانىدۇق                            | باز کرده بودیم                        | سۆيەتتۇق                  | دوست می‌داشتیم                              | سۆيگەنىدۇق                            | دوست داشته بودیم                      |
| سەنلەر       | ئاچاتتىڭلار               | باز می‌کردید                    | ئاچقانىدىڭلار                         | باز کرده بودید                        | سۆيەتتىڭلار               | دوست می‌داشتید                              | سۆيگەنىدىڭلار                         | دوست داشته بودید                      |
|              | ماضی استمراری             | ماضی استمراری                  | ماضی نقلی مستمر                       | ماضی نقلی مستمر                       | ماضی استمراری             | ماضی استمراری                              | ماضی نقلی مستمر                       | ماضی نقلی مستمر                       |
| مەن          | ئېچىۋاتاتتىم              | باز می‌کردم                     | ئېچىۋاتاتتىمەن                        | باز می‌کرده‌ام                          | سۆيۈۋاتاتتىم              | دوست می‌داشتم                               | سۆيۈۋاتاتتىمەن                        | دوست می‌داشته‌ام                        |
| سەن          | ئېچىۋاتاتتىڭ              | باز می‌کردی                     | ئېچىۋاتاتتىسەن                        | باز می‌کرده‌ای                          | سۆيۈۋاتاتتىڭ              | دوست می‌داشتی                               | سۆيۈۋاتاتتىسەن                        | دوست می‌داشته‌ای                        |
| سىز / سىزلەر | ئېچىۋاتاتتىڭىز            | باز می‌کردید                    | ئېچىۋاتاتتىسىز                        | باز می‌کرده‌اید                         | سۆيۈۋاتاتتىڭىز            | دوست می‌داشتید                              | سۆيۈۋاتاتتىسىز                        | دوست می‌داشته‌اید                       |
| سىلى         | ئېچىۋاتاتتىلا             | باز می‌کردید                    | ئېچىۋاتاتتىلا                         | باز می‌کرده‌اید                         | سۆيۈۋاتاتتىلا             | دوست می‌داشتید                              | سۆيۈۋاتاتتىلا                         | دوست می‌داشته‌اید                       |
| ئۇ / ئۇلار   | ئېچىۋاتاتتى               | باز می‌کرد/می‌کردند              | ئېچىۋاتاتتىدۇ                         | باز می‌کرده‌است/می‌کرده‌اند               | سۆيۈۋاتاتتى               | دوست می‌داشت/می‌داشتند                       | سۆيۈۋاتاتتىدۇ                         | دوست می‌داشته‌است/می‌داشته‌اند            |
| بىز          | ئېچىۋاتاتتۇق              | باز می‌کردیم                    | ئېچىۋاتاتتىمىز                        | باز می‌کرده‌ایم                         | سۆيۈۋاتاتتۇق              | دوست می‌داشتیم                              | سۆيۈۋاتاتتىمىز                        | دوست می‌داشته‌ایم                       |
| سەنلەر       | ئېچىۋاتاتتىڭلار           | باز می‌کردید                    | ئېچىۋاتاتتىسىلەر                      | باز می‌کرده‌اید                         | سۆيۈۋاتاتتىڭلار           | دوست می‌داشتید                              | سۆيۈۋاتاتتىسىلەر                      | دوست می‌داشته‌اید                       |
|              | ماضی شرطی (همراه با آرزو) | ماضی شرطی (همراه با آرزو)      | ماضی التزامی (همراه با گمان یا خواهش) | ماضی التزامی (همراه با گمان یا خواهش) | ماضی شرطی (همراه با آرزو) | ماضی شرطی (همراه با آرزو)                  | ماضی التزامی (همراه با گمان یا خواهش) | ماضی التزامی (همراه با گمان یا خواهش) |
| مەن          | ئاچسام ئىدى               | کاش باز می‌کردم                 | ئاچماقچىدىم                           | اگر باز می‌کردم                        | سۆيسەم ئىدى               | کاش دوست می‌داشتم                           | سۆيمەكچىدىم                           | اگر دوست می‌داشتم                      |
| سەن          | ئاچساڭ ئىدى               | کاش باز می‌کردی                 | ئاچماقچىدىڭ                           | اگر باز می‌کردی                        | سۆيسەڭ ئىدى               | کاش دوست می‌داشتی                           | سۆيمەكچىدىڭ                           | اگر دوست می‌داشتی                      |
| سىز / سىزلەر | ئاچسىڭىز ئىدى             | کاش باز می‌کردید                | ئاچماقچىدىڭىز                         | اگر باز می‌کرده‌اید                     | سۆيسىڭىز ئىدى             | دوست می‌داشتید                              | سۆيمەكچىدىڭىز                         | اگر دوست می‌داشتید                     |
| سىلى         | ئاچسىلا ئىدى              | کاش باز می‌کردید                | ئاچماقچىدىلا                          | اگر باز می‌کردید                       | سۆيسىلە ئىدى              | کاش دوست می‌داشتید                          | سۆيمەكچىدىلا                          | اگر دوست می‌داشتید                     |
| ئۇ / ئۇلار   | ئاچسا ئىدى                | کاش باز می‌کرد/می‌کردند          | ئاچماقچىدى                            | اگر باز می‌کرد/می‌کردند                 | سۆيسە ئىدى                | کاش دوست می‌داشت/می‌داشتند                   | سۆيمەكچىدى                            | اگر دوست می‌داشت/می‌داشتند              |
| بىز          | ئاچساق ئىدى               | کاش باز می‌کردیم                | ئاچماقچىدۇق                           | اگر باز می‌کردیم                       | سۆيسەك ئىدى               | کاش دوست می‌داشتیم                          | سۆيمەكچىدۇق                           | اگر دوست می‌داشتیم                     |
| سەنلەر       | ئاچساڭلار ئىدى            | کاش باز می‌کردید                | ئاچماقچىدىڭلار                        | اگر باز می‌کردید                       | سۆيسەڭلەر ئىدى            | کاش دوست می‌داشتید                          | سۆيمەكچىدىڭلەر                        | اگر دوست می‌داشتید                     |
|              | مضارع اخباری              | مضارع اخباری                   | مضارع شرطی                            | مضارع شرطی                            | مضارع اخباری              | مضارع اخباری                               | ماضی نقلی                             | ماضی نقلی                             |
| مەن          | ئاچىمەن                   | باز می‌کنم                      | ئاچسام                                | باز بکنم                              | سۆيىمەن                   | دوست دارم                                  | سۆيسەم                                | دوست داشته باشم                       |
| سەن          | ئاچىسەن                   | باز می‌کنی                      | ئاچساڭ                                | باز بکنی                              | سۆيىسەن                   | دوست داری                                  | سۆيسەڭ                                | دوست داشته باشی                       |
| سىز / سىزلەر | ئاچىسىز                   | باز می‌کنید                     | ئاچسىڭىز                              | باز بکنید                             | سۆيىسىز                   | دوست دارید                                 | سۆيسىڭىز                              | دوست داشته باشید                      |
| سىلى         | ئاچىلا                    | باز می‌کنید                     | ئاچسىلا                               | باز بکنید                             | سۆيىلا                    | دوست دارید                                 | سۆيسىلە                               | دوست داشته باشید                      |
| ئۇ / ئۇلار   | ئاچىدۇ                    | باز می‌کند/می‌کنند               | ئاچسا                                 | باز کرده باشد/باشند                   | سۆيىدۇ                    | دوست دارد/دارند                            | سۆيسە                                 | دوست داشته باشد/باشند                 |
| بىز          | ئاچىمىز                   | باز می‌کنیم                     | ئاچساق                                | باز کرده باشیم                        | سۆيىمىز                   | دوست داریم                                 | سۆيسەك                                | دوست داشته باشیم                      |
| سەنلەر       | ئاچىسىلەر                 | باز می‌کنید                     | ئاچساڭلار                             | باز کرده باشید                        | سۆيىسىلەر                 | دوست دارید                                 | سۆيسەڭلەر                             | دوست داشته باشید                      |
|              | مضارع اخباری              | مضارع اخباری                   | مضارع شرطی                            | مضارع شرطی                            | مضارع اخباری              | مضارع اخباری                               | ماضی نقلی                             | ماضی نقلی                             |
| مەن          | ئاچىمەن                   | باز می‌کنم                      | ئاچسام                                | باز بکنم                              | سۆيىمەن                   | دوست دارم                                  | سۆيسەم                                | دوست داشته باشم                       |
| سەن          | ئاچىسەن                   | باز می‌کنی                      | ئاچساڭ                                | باز بکنی                              | سۆيىسەن                   | دوست داری                                  | سۆيسەڭ                                | دوست داشته باشی                       |
| سىز / سىزلەر | ئاچىسىز                   | باز می‌کنید                     | ئاچسىڭىز                              | باز بکنید                             | سۆيىسىز                   | دوست دارید                                 | سۆيسىڭىز                              | دوست داشته باشید                      |
| سىلى         | ئاچىلا                    | باز می‌کنید                     | ئاچسىلا                               | باز بکنید                             | سۆيىلا                    | دوست دارید                                 | سۆيسىلە                               | دوست داشته باشید                      |
| ئۇ / ئۇلار   | ئاچىدۇ                    | باز می‌کند/می‌کنند               | ئاچسا                                 | باز کرده باشد/باشند                   | سۆيىدۇ                    | دوست دارد/دارند                            | سۆيسە                                 | دوست داشته باشد/باشند                 |
| بىز          | ئاچىمىز                   | باز می‌کنیم                     | ئاچساق                                | باز کرده باشیم                        | سۆيىمىز                   | دوست داریم                                 | سۆيسەك                                | دوست داشته باشیم                      |
| سەنلەر       | ئاچىسىلەر                 | باز می‌کنید                     | ئاچساڭلار                             | باز کرده باشید                        | سۆيىسىلەر                 | دوست دارید                                 | سۆيسەڭلەر                             | دوست داشته باشید                      |
|              | مستقبل همراه گمان         | مستقبل همراه گمان              | مضارع استمراری                        | مضارع استمراری                        | مستقبل همراه گمان         | مستقبل همراه گمان                          | مضارع استمراری                        | مضارع استمراری                        |
| مەن          | ئاچماقچىمەن               | قصد دارم باز کنم               | ئاچىۋاتىمەن                           | دارم باز می‌کنم                        | سۆيمەكچىمەن               | قصد دارم دوست داشته باشم                   | سۆيۈۋاتىمەن                           | دارم دوست می‌دارم                      |
| سەن          | ئاچماقچىسەن               | قصد داری باز کنی               | ئاچىۋاتىسەن                           | داری باز می‌کنی                        | سۆيمەكچىسەن               | قصد داری دوست داشته باشی                   | سۆيۈۋاتىسەن                           | داری دوست می‌داری                      |
| سىز / سىزلەر | ئاچماقچىسىز               | قصد دارید باز کنید             | ئاچىۋاتىسىز                           | دارید باز می‌کنید                      | سۆيمەكچىسىز               | قصد دارید دوست داشته باشید                 | سۆيۈۋاتىسىز                           | دارید دوست می‌دارید                    |
| سىلى         | ئاچماقچىلا                | قصد دارید باز کنید             | ئاچىۋاتىلا                            | دارید باز می‌کنید                      | سۆيمەكچىلا                | قصد دارید دوست داشته باشید                 | سۆيۈۋاتىلا                            | دارید دوست می‌دارید                    |
| ئۇ / ئۇلار   | ئاچماقچىدۇ                | قصد دارد/دارند باز کند/کنند    | ئاچىۋاتىدۇ                            | دارد/دارند باز می‌کند/می‌کنند           | سۆيمەكچىدۇ                | قصد دارد/دارند دوست داشته باشد/باشند       | سۆيۈۋاتىدۇ                            | دارد/دارند دوست می‌دارد/می‌دارند        |
| بىز          | ئاچماقچىمىز               | قصد داریم باز کنیم             | ئاچىۋاتىمىز                           | داریم باز می‌کنیم                      | سۆيمەكچىمىز               | قصد دارمک دوست داشته باشیم                 | سۆيۈۋاتىمىز                           | داریم دوست می‌داریم                    |
| سەنلەر       | ئاچماقچىسىلەر             | قصد دارید باز کنید             | ئاچىۋاتىسىلەر                         | دارید باز می‌کنید                      | سۆيمەكچىسىلەر             | قصد دارید دوست داشته باشید                 | سۆيۈۋاتىسىلەر                         | دارد/دارند دوست می‌دارد/می‌دارند        |
|              | ماضی استنباطی             | ماضی استنباطی                  | مضارع شایعه‌ای                         | مضارع شایعه‌ای                         | ماضی استنباطی             | ماضی استنباطی                              | ماضی شایعه‌ای                          | ماضی شایعه‌ای                          |
| مەن          | ئېچىپتىمەن                | شنیده‌ام که باز کرده‌ام          | ئېچىپتىدەكمەن                         | گویا که باز کرده‌ام                    | سۆيۈپتىمەن                | شنیده‌ام که دوست داشته‌ام                    | سۆيۈپتىدەكمەن                         | گویا که دوست داشته‌ام                  |
| سەن          | ئېچىپتىسەن                | شنیده‌ام که باز کرده‌ای          | ئېچىپتىدەكسەن                         | گویا که باز کرده‌ای                    | سۆيۈپتىسەن                | شنیده‌ام که دوست داشته‌ای                    | سۆيۈپتىدەكسەن                         | گویا که دوست داشته‌ای                  |
| سىز / سىزلەر | ئېچىپتىسىز                | شنیده‌ام که باز کرده‌اید         | ئېچىپتىدەكسىز                         | گویا که باز کرده‌اید                   | سۆيۈپتىسىز                | شنیده‌ام که دوست داشته‌اید                   | سۆيۈپتىدەكسىز                         | گویا که دوست داشته‌اید                 |
| سىلى         | ئېچىپتىلا                 | شنیده‌ام که باز کرده‌اید         | ئېچىپتىدەكلا                          | گویا که باز کرده‌اید                   | سۆيۈپتىلا                 | شنیده‌ام که دوست داشته‌اید                   | سۆيۈپتىدەكلا                          | گویا که دوست داشته‌اید                 |
| ئۇ / ئۇلار   | ئېچىپتىدۇ                 | شنیده‌ام که باز کرده‌است/کرده‌اند | ئېچىپتىدەكدۇ                          | گویا که باز کرده‌است/کرده‌اند           | سۆيۈپتىدۇ                 | شنیده‌ام که دوست داشته‌است/داشته‌اند          | سۆيۈپتىدەكدۇ                          | گویا که دوست داشته‌است/داشته‌اند        |
| بىز          | ئېچىپتىمىز                | شنیده‌ام که باز کرده‌ایم         | ئېچىپتىدەكمىز                         | گویا که باز کرده‌ایم                   | سۆيۈپتىمىز                | شنیده‌ام که دوست داشته‌ایم                   | سۆيۈپتىدەكمىز                         | گویا که دوست داشته‌ایم                 |
| سەنلەر       | ئېچىپتىسىلەر              | شنیده‌ام که باز کرده‌اید         | ئېچىپتىدەكسىلەر                       | گویا که باز کرده‌اید                   | سۆيۈپتىسىلەر              | شنیده‌ام که دوست داشته‌اید                   | سۆيۈپتىدەكسىلەر                       | گویا که دوست داشته‌اید                 |
|              | مضارع توانایی             | مضارع توانایی                  | امری/مضارع التزامی                    | امری/مضارع التزامی                    | مضارع توانایی             | مضارع توانایی                              | امری/مضارع التزامی                    | امری/مضارع التزامی                    |
| مەن          | ئاچالايمەن                | می‌توانم باز کنم                | ئاچاي                                 | باز کنم!                              | سۆيەلەيمەن                | می‌توانم دوست داشته‌باشم                     | سۆيەي                                 | دوست داشته‌باشم!                       |
| سەن          | ئاچالايسەن                | می‌توانی باز کنی                | ئاچ / ئاچقىن                          | باز کن!                               | سۆيەلەيسەن                | می‌توانی دوست داشته‌باشی                     | سۆي / سۆيگىن                          | دوست داشته‌باش!                        |
| سىز / سىزلەر | ئاچالايسىز                | می‌توانید باز کنید              | ئېچىڭ / ئاچىڭىز                       | باز کنید!                             | سۆيەلەيسىز                | می‌توانید دوست داشته‌باشید                   | سۆيىڭ / سۆيىڭىز                       | دوست داشته‌باشید!                      |
| سىلى         | ئاچالايلا                 | می‌توانید باز کنید              | ئاچسىلا                               | باز کنید!                             | سۆيەلەيلا                 | می‌توانید دوست داشته‌باشید                   | سۆيسىلا                               | دوست داشته‌باشید!                      |
| ئۇ / ئۇلار   | ئاچالايدۇ                 | می‌تواند/می‌توانند باز کند/کنند  | ئاچسۇن                                | باز کند/کنند!                         | سۆيەلەيدۇ                 | می‌تواند/می‌توانند دوست داشته‌باشد/داشته‌باشند | سۆيسۇن                                | دوست داشته‌باشد/باشند!                 |
| بىز          | ئاچالايمىز                | می‌توانیم باز کنیم              | ئاچايلى                               | ‌ باز کنیم!                            | سۆيەلەيمىز                | می‌توانیم دوست داشته باشیم                  | سۆيۈيلى                               | دوست داشته باشیم!                     |
| سەنلەر       | ئېچالايسىلەر              | می‌توانید باز کنید              | ئېچىش                                 | ‌ باز کنید!                            | سۆيەلەيسىلەر              | می‌توانید دوست داشته باشید                  | سۆيۈش                                 | دوست داشته باشید!                     |

فعل‌های منفی با اضافه کردن پسوند منفی‌ساز «ـما» یا «ـمە» (بر طبق قانون هماهنگی مصوت‌ها) به بن فعل ساخته می‌شوند. برای مثال، مصدر فعل منفی «باز نکردن» برابر است با «ئاچماماق» و مصدر فعل منفی «دوست نداشتن» برابر با «سۆيمەمەك».
|              | ئاچماماق (باز نکردن) | ئاچماماق (باز نکردن) | ئاچماماق (باز نکردن) | ئاچماماق (باز نکردن) | سۆيمەمەك (دوست نداشتن) | سۆيمەمەك (دوست نداشتن) | سۆيمەمەك (دوست نداشتن) | سۆيمەمەك (دوست نداشتن) |
|              | ماضی مطلق            | ماضی مطلق            | مضارع اخباری         | مضارع اخباری         | ماضی مطلق              | ماضی مطلق              | مضارع اخباری           | مضارع اخباری           |
| ------------ | -------------------- | -------------------- | -------------------- | -------------------- | ---------------------- | ---------------------- | ---------------------- | ---------------------- |
| مەن          | ئاچمىدىم             | باز نکردم            | ئاچمايمەن            | باز نمی‌کنم           | سۆيمىدىم               | دوست نداشتم            | سۆيمەيمەن              | دوست ندارم             |
| سەن          | ئاچمىدىڭ             | باز نکردی            | ئاچمايسەن            | باز نمی‌کنی           | سۆيمىدىڭ               | دوست نداشتی            | سۆيمەيسەن              | دوست نداری             |
| سىز / سىزلەر | ئاچمىدىڭىز           | باز نکردید           | ئاچمايسىز            | باز نمی‌کنید          | سۆيمىدىڭىز             | دوست نداشتید           | سۆيمەيسىز              | دوست ندارید            |
| سىلى         | ئاچمىدىلا            | باز نکردید           | ئاچمايلا             | باز نمی‌کنید          | سۆيمىدىلا              | دوست نداشتید           | سۆيمەيلا               | دوست ندارید            |
| ئۇ / ئۇلار   | ئاچمىدى              | باز نکرد/نکردند      | ئاچمايدۇ             | باز نمی‌کند/نمی‌کنند   | سۆيمىدى                | دوست نداشت/نداشتند     | سۆيمەيدۇ               | دوست ندارد/ندارند      |
| بىز          | ئاچمىدۇق             | باز نکردیم           | ئاچمايمىز            | باز نمی‌کنیم          | سۆيمىدۇق               | دوست نداشتیم           | سۆيمەيمىز              | دوست نداریم            |
| سەنلەر       | ئاچمىدىڭلار          | باز نکردید           | ئاچمايسىلەر          | باز نمی‌کنید          | سۆيمىدىڭلار            | دوست نداشتید           | سۆيمەيسىلەر            | دوست ندارید            |

### فعل‌های «بودن»، «نبودن»، «داشتن»، «نداشتن»
معادل فعل «بودن» یا «نبودن» در زبان اویغوری ، به مانند هر زبان دیگری، از اهمیت ویژه برخوردار بوده و قواعد خاص خود را نیز دارد.
در زبان اویغوری، دو گروه کلی وجود دارد، مضارع ساده و سایر صرف‌ها و زمان‌ها. «بودن» یا «نبودن» در مضارع ساده، با پسوندهای ضمیری ادا می‌شوند. در سایر حالات و صرف‌ها، از فعل «ئىماق» یا «بولماق» استفاده می‌شود. این فعل، کاربردها و معانی زیادی دارد، به معنی «بودن»، «شدن»، «وجود داشتن» یا «مالکیت داشتن»، «به وقوع پیوستن»، ابراز آرزو یا تصمیم «بر من انجام فلان کار بودن»، و غیره.
پسوندهای ضمیری فعل «بودن»، مانند ضمیرهای پسوندی برای صرف افعال مضارع می‌باشد، با این تفاوت که این ضمیرها مستقیماً به خود واژهٔ مسند می‌چسبد.
برای ساخت فعل منفی، از واژهٔ منفی‌ساز «ئەمەس» استفاده می‌شود. در زمان مضارع ساده، پسوند ضمیری فعل به واژهٔ منفی‌ساز ملصق می‌شود، و در سایر صرف‌ها، پس از «ئەمەس»، فعل مربوطه صرف شده ادا می‌شود.
|              | مضارع اخباری      | ماضی اخباری | ‌ ماضی/مضارع استنباطی | مضارع سوالی | مضارع منفی | ماضی منفی      |
| ------------ | ----------------- | ----------- | -------------------- | ----------- | ---------- | -------------- |
| مەن          | -ـمەن             | ئىدىم       | ئىكەنمەن             | -ـمەنمۇ؟    | ئەمەسمەن   | ئەمەس ئىدىم    |
| سەن          | -ـسەن             | ئىدىڭ       | ئىكەنسەن             | ـمۇسەن؟     | ئەمەسسەن   | ئەمەس ئىدىڭ    |
| سىز / سىزلەر | -ـسىز             | ئىدىڭىز     | ‌ ئىكەنسىز            | -ـمۇسىز؟    | ئەمەسسىز   | ئەمەس ئىدىڭىز  |
| سىلى         | -ـلا              | ئىدىلە      | ئىكەنلا              | -ـمۇلا؟     | ئەمەسلا    | ئەمەس ئىدىلە   |
| ئۇ / ئۇلار   | - / -ـدۇر / -ـتۇر | ئىدى        | ‌ ئىكەن               | ‌ -ـمۇ؟      | ئەمەس      | ئەمەس ئىدى     |
| بىز          | -ـمىز             | ئىدۇق       | ئىكەنمىز             | -ـمىزمۇ؟    | ئەمەسمىز   | ئەمەس ئىدۇق    |
| سىلەر        | -ـسىلەر           | ئىدىڭلار    | ئىكەنسىلەر           | ‌ -ـمۇسىلەر؟ | ئەمەسسىلەر | ئەمەس ئىدىڭلار |

نمونه جملاتی با فعل «بودن»:
| مەن ئوقۇتقۇچىمەن.                | من معلمم.            | مەن دېھقان ئەمەسمەن.   | من دهقان نیستم.     |
| سەن باغۋەنسەن.                   | تو باغ‌دار هستی.      | سەن ئوقۇغۇچى ئەمەسسەن. | تو دانش‌آموز نیستی.  |
| ئۇ ئوغرىباشى.                    | او سرکردهٔ دزدان است. | ئۇ سىياسەتچى ئەمەس.    | او سیاستمدار نیست.  |
| بىز قازاقىستاندىنمىز.            | ما از قزاقستانیم.    | بىز مېھمان ئەمەسمىز.   | ما میهمان نیستیم.   |
| سىز دوختۇرسىز.                   | شما پزشکی.           | سىز ھېراتتىن ئەمەسسىز. | شما از هرات نیستی.  |
| ئۇلار زەھەرلىك چېكىملىك ساتقۇچى. | آن‌ها موادفروش هستند. | ئۇلار گۇناھسىز ئەمەس.  | آن‌ها بی‌گناه نیستند. |

در اویغوری ، مفاهیم «وجود داشتن»، «موجود بودن»، «مالکیت داشتن» در زمان ساده، همگی با فعل ربطی «بار» ادا می‌شود. در صرفهای دیگر، این فعل ربطی یا با حالت سوم‌شخص مفردِ فعل «ئىماق» ترکیب می‌شود یا با فعل «بولماق» جایگزین می‌شود.
| بىر قۇتا بار.           | یک قوطی وجود دارد.         | سىنىپتا بىر تاختاي بار.              | در صنف/کلاس یک تخته وجود دارد.           |
| قۇتا بارمۇ؟             | آیا یک قوطی وجود دارد؟     | سىنىپتا تاختاي بارمۇ؟                | آیا در صنف/کلاس یک تخته وجود دارد؟       |
| مېنىڭ قۇتا بار.         | من یک قوطی دارم.           | مېنىڭ ئۆيۈمدە قارا ئىشىك بار.        | در خانهٔ من در سیاهی وجود دارد.           |
| مېنىڭ بىر قۇتا بارمۇ؟   | آیا من یک قوطی دارم؟       | مېنىڭ ئۆيۈمدە قارا ئىشىك بارمۇ؟      | آیا در خانهٔ من در سیاهی وجود دارد؟       |
| بىر قۇتا بار بار ئىدى.  | یک قوطی وجود داشت.         | سىنىپتا بىر تاختاي بار ئىدى.         | در صنف/کلاس یک تخته وجود داشت.           |
| قۇتا بار بار ئىدىمۇ؟    | آیا یک قوطی وجود داشت؟     | سىنىپتا تاختاي بار ئىدىمۇ؟           | آیا در صنف/کلاس یک تخته وجود داشت؟       |
| مېنىڭ قۇتا بار ئىدى.    | من یک قوطی داشتم.          | مېنىڭ ئۆيۈمدە قارا ئىشىك بار ئىدى.   | در خانهٔ من در سیاهی وجود داشت.           |
| مېنىڭ قۇتا بار ئىدىمۇ؟  | آیا من یک قوطی داشتم؟      | مېنىڭ ئۆيۈمدە قارا ئىشىك بار ئىدىمۇ؟ | آیا در خانهٔ من در سیاهی وجود داشت؟       |
| ئەگەر مېنىڭ قۇتا بولسا. | اگر من یک قوطی داشته باشم. | ئەگەر سىنىپتا بىر تاختاي بولسا.      | اگر در صنف/کلاس یک تخته وجود داشته باشد. |
| مېنىڭ بىر قۇتا بولىدۇ.  | من یک قوطی خواهم داشت.     | سىنىپتا بىر تاختاي بولىدۇ.           | در صنف/کلاس یک تخته وجود خواهد داشت.     |

در اویغوری، مفاهیم منفی «وجود نداشتن»، «موجود نبودن»، «مالکیت نداشتن» در زمان ساده، همگی با فعل ربطی «يوق» ادا می‌شود. در صرفهای دیگر، این فعل ربطی یا با حالت سوم‌شخص مفردِ فعل «ئىماق» ترکیب می‌شود یا با فعل «بولماق» جایگزین می‌شود.
| بىر قۇتا يوق.                 | یک قوطی وجود ندارد.         | سىنىپتا تاختاي يوق.                  | در صنف/کلاس تخته وجود ندارد.              |
| بىر قۇتا يوقمۇ؟               | آیا یک قوطی وجود ندارد؟     | سىنىپتا تاختاي يوقمۇ؟                | آیا در صنف/کلاس تخته وجود ندارد؟          |
| مېنىڭ بىر قۇتا يوق.           | من یک قوطی ندارم.           | مېنىڭ ئۆيۈمدە قارا ئىشىك يوق.        | خانهٔ من در سیاه ندارد.                    |
| مېنىڭ بىر قۇتا يوقمۇ؟         | آیا من یک قوطی ندارم؟       | مېنىڭ ئۆيۈمدە قارا ئىشىك يوقمۇ؟      | آیا خانهٔ من در سیاه ندارد؟                |
| بىر قۇتا يوق ئىدى.            | یک قوطی وجود نداشت.         | سىنىپتا تاختاي يوق ئىدى.             | در صنف/کلاس یک تخته وجود نداشت.           |
| بىر قۇتايوق ئىدىمۇ؟           | آیا یک قوطی وجود نداشت؟     | سىنىپتا تاختاي يوق ئىدىمۇ؟           | آیا در صنف/کلاس یک تخته وجود نداشت؟       |
| مېنىڭ بىر قۇتايوق ئىدى.       | من یک قوطی نداشتم.          | مېنىڭ ئۆيۈمدە قارا ئىشىك يوق ئىدى.   | خانهٔ من در سیاه نداشت.                    |
| مېنىڭ بىر قۇتايوق ئىدىمۇ؟     | آیا من یک قوطی نداشتم؟      | مېنىڭ ئۆيۈمدە قارا ئىشىك يوق ئىدىمۇ؟ | آیا خانهٔ من در سیاه نداشت؟                |
| ئەگەر مېنىڭ بىر قۇتا بولمىسا. | اگر من یک قوطی نداشته باشم. | ئەگەر سىنىپتا بىر تاختاي بولمىسا.    | اگر در صنف/کلاس یک تخته وجود نداشته باشد. |
| مېنىڭ بىر قۇتا بولمايدۇ.      | من یک قوطی نخواهم داشت.     | سىنىپتا بىر تاختاي بولمايدۇ.         | در صنف/کلاس یک تخته وجود نخواهد داشت.     |